# Palmitinsäureascorbylester
Als Palmitinsäureascorbylester oder Ascorbylpalmitat bezeichnet man den Ester aus Ascorbinsäure als Alkohol- und Palmitinsäure als Säurekomponente. Palmitinsäureascorbylester ist ein Antioxidationsmittel und Emulgator. Es gilt als unbedenklich und ist ein auch in Säuglingsanfangsnahrung und Säuglingsfolgenahrung zugelassener Lebensmittelzusatzstoff mit der Nummer E 304, wobei damit auch Ascorbylstearat, E 304(II), bezeichnet wird.

## Gewinnung und Darstellung
Ascorbylpalmitat wird durch Veresterung von Ascorbinsäure mit Palmitinsäure gewonnen. Im Dünndarm wird es langsam wieder in die Ausgangsstoffe aufgespalten.

## Verwendung
In Lebensmitteln findet man Ascorbylpalmitat in Wurstwaren, Mayonnaise und Hühnerbrühe, wo es unter anderem auch als Farbstabilisator eingesetzt wird.
In kosmetischen Mitteln kann Ascorbylpalmitat als Antioxidans mit der Bezeichnung ASCORBYL PALMITATE verwendet werden.